# Santo Antônio de Jesus
Santo Antônio de Jesus là một đô thị thuộc bang Bahia, Brasil. Đô thị này có diện tích 259,213 km², dân số năm 2007 là 86876 người, mật độ 335,2 người/km².